# Jake Adicoff
Jake Adicoff est un biathlète et fondeur handisport américain, né le 16 mai 1995.

## Palmarès

### Biathlon

#### Jeux paralympiques
| Épreuve / Édition | 2,4 km Malvoyants | 7,5 km Malvoyants | 12,5 km Malvoyants | 15 km Malvoyants |
| ----------------- | ----------------- | ----------------- | ------------------ | ---------------- |
| JP 2014 Sotchi    | -                 | 14e               |                    |                  |

### Ski de fond

#### Jeux paralympiques
| Épreuve / Édition   | 4x2.5km Relais Mixte | 1,5km Sprint Malvoyants | 7,5km Malvoyants | 10km Malvoyants | 20km Malvoyants |
| ------------------- | -------------------- | ----------------------- | ---------------- | --------------- | --------------- |
| JP 2014 Sotchi      | 6e                   | 8e                      |                  | 7e              | 6e              |
| JP 2018 Pyeongchang | 7e                   | RAL                     |                  | Argent          | 5e              |